# Федерація хокею Республіки Білорусь
Федерація хокею Республіки Білорусь (біл. Федэрацыя хакея Рэспублікі Беларусь) — спортивна громадська організація, яка займається проведенням на території Білорусі змагань з хокею з шайбою. Заснована 6 березня 1992 року, член ІІХФ з 6 травня 1992 року. Є правонаступницею Федерації Білоруської РСР, заснованої у 1959 році. 
Федерація хокею проводить відкритий (міжнародний) чемпіонат Білорусі. До структури чемпіонату входять екстраліга професійних хокейних команд, вища ліга, в якій грають клуби команд екстраліги, юніорської ліги, а також чемпіонат юнацької ліги у семи вікових групах.
12 березня 2015 року в Мінську відбулася позачергова конференція Федерації хокею Республіки Білорусь. Він прийняв версію оновленого логотипа. У логотипі використані елементи національного орнаменту, а також зображення двох схрещених палиць та шайби. 28 квітня 2015 року Виконавчий комітет Федерації хокею Республіки Білорусь затвердив новий логотип, що стало першим кроком у загальному ребрендингу.

## Керівники

### Голови Президії Федерації хокею Білоруської РСР
- Прудников (1959 — 1961);
- Євген Кирилович Онкуда (1961 — 1992).

### Президенти Федерації хокею Республіки Білорусь
- Євген Кирилович Онкуда (6 березня 1992 — 14 вересня 1993);
- Лев Якович Контарович (14 вересня 1993 — 2 грудня 1997);
- Юрій Федорович Бародич (2 грудня 1997 — 27 листопада 2001);
- Володимир Володимирович Навумов[be-x-old] (27 листопада 2001 — 21 січня 2010);
- Володимир Йосипович Швабовський (21 січня 2010 — 18 березня 2010);
- Євген Миколайович Ворсін (18 березня 2010 — 22 жовтня 2014);
- Ігор Анатолійович Рачковський (22 жовтня 2014 — 20 травня 2017);
- Семен Борисович Шапіра (20 травня 2017 — 28 червня 2018);
- Геннадій Геннадійович Савілов (28 червня 2018 — 26 серпня 2020);
- Дмитро Юрійович Басков[ru] (9 вересня 2020 — 11 вересня 2021[4]).

### Почесні голови ФХРБ
- Володимир Володимирович Навумов

8 вересня 2021 року Міжнародна федерація хокею із шайбою дискваліфікувала голову Федерації хокею Республіки Білорусь Дмитро Баскова на 5 років: за підсумками десятимісячного розслідування було виявлено, що він дискримінував спортсменів і погрожував їм за їхні політичні погляди.